# Olimpíada Brasileira de Investimentos
A Olimpíada Brasileira de Investimentos (OBInvest) é uma das olimpíadas de conhecimento do Brasil. Entre outros, tem como objetivo incentivar o estudo da matemática financeira, educação financeira, ciências econômicas e investimentos no Ensino Médio. A competição que é aberta para todos os públicos, através da categoria aberta, ocorre de forma totalmente online.
Criada no final de 2021, a OBInvest já conta com mais de 4 mil participantes, além de contar com o apoio do MEC, CNPq e professores colaboradores das instituições: UFJF, Colégio Pedro II, UFRJ e outras. A competição foi pensada para que todos os alunos do Ensino Médio possam participar, para isso possui um diversos canais nos quais disponibiliza cursos e aulas gratuitas para que todos tenham acesso aos conteúdos necessários para preparar-se pra prova.
Projeto de extensão do CEFET-RJ Maria da Graça, a OBInvest conta também com o apoio institucional Ministério de Ciência, Tecnologia e Inovações. Idealizada inicialmente pelo professor Gilberto Gil, pelo aluno Thiago Rodrigues, pelo professor Carlos Eduardo Pantoja e o ex-aluno Bruno Felippe, atualmente o projeto conta com diversos colaboradores.

## Participação
A participação é individual e gratuita, podendo ser realizada pelo próprio aluno através do site da competição.
A OBInvest é dividida em duas categorias:
- Categoria Oficial: para estudantes regularmente matriculados no 9º ano do Ensino Fundamental, Ensino Médio ou equivalente em 2021(inclusive aqueles que cursam o chamado Quarto Ano, em instituições que conciliam o Ensino Médio com o Ensino Técnico) ou os alunos que concluíram o Ensino Médio em 2020.
- Categoria Aberta: para universitários, adultos e todas demais pessoas que queiram participar e aprender mais sobre o tema.

## Fases
As provas da 1ª e 2ª fases acontecerão nos dias 03 de maio de 2021 e 19 de julho de 2021, respectivamente, de forma totalmente remota. Os inscritos poderão realizar a prova acessando a internet através de computador, notebook, tablet ou celular (smartphone).
- A Primeira Fase constará de uma prova objetiva (múltipla escolha) e terá duração total de 04 (quatro) horas, passíveis de pausa por iniciativa do participante, sendo estas de quantidade ilimitada dentro do período previsto de 07 (sete) dias para a resolução da atividade. A prova é individual e sem consulta e, ao invés de haver fiscalização presencial, é dado um voto explícito de confiança ao participante no começo da atividade, ao qual ele precisa responder positivamente para prosseguir (sistema de honor code, presente em várias das universidades de ponta do mundo). Serão aprovados para a 2ª Fase aqueles candidatos que acertarem no mínimo 50% prova.
- A Segunda Fase por sua vez terá uma prova mista com uma parte objetiva e uma parte discursiva. A parte objetiva terá uma duração de 03 (três) horas, podendo ser realizada em até 3(três) dias, nos mesmos moldes da primeira fase. Assim que o aluno terminar a parte objetiva, será liberada a parte discursiva, que poderá ser resolvida e anexada no sistema em até 2(duas) semanas (14 dias). Para esta Segunda Fase, a Comissão Organizadora da OBINVEST estipulará uma nota de corte da parte objetiva desta fase para corrigir a parte discursiva da mesma, que será divulgada em momento oportuno pela Comissão em seus canais de comunicação oficiais.[5]

## Premiação
A premiação da 1ª OBINVEST seguirá os seguintes critérios: dos candidatos que fizerem as provas da 2ª fase, daqueles que tiverem a parte discursiva corrigida, serão elencadas as maiores notas e os estudantes serão premiados em ordem decrescente, de acordo com as maiores notas finais, uma única vez, como segue: 
- Medalha de Ouro – 5% das maiores notas dos estudantes que tiverem as provas discursivas da 2ª fase corrigida.
- Medalha de Prata – 10% das maiores notas dos estudantes que tiverem as provas discursivas da 2ª fase corrigida, imediatamente abaixo daqueles que ganharam as medalhas de ouro.
- Medalha de Bronze – 10% das maiores notas dos estudantes que tiverem as provas discursivas da 2ª fase corrigida, imediatamente abaixo daqueles que ganharam as medalhas de ouro e prata.
- Menção Honrosa – 20% dos estudantes das maiores notas que tiverem as provas discursivas da 2ª fase corrigida, imediatamente abaixo daqueles que ganharam as medalhas de ouro, prata e bronze.

Obs.: Qualquer pessoa pode se inscrever e participar da OBINVEST, mas apenas os participantes da Categoria Oficial podem concorrer à premiação.